# Mboro
Mboro è una città del Senegal, situata nella regione di Thiès, all'interno del dipartimento di Tivaouane.
La città ha ricevuto lo stato di comune nel 2002. Si trova a 25 km a ovest di Tivaouane e a 117 km a nord di Dakar. Nella città sono presenti una miniera e una fabbrica di fosfato. Al 2013, la città contava 27 693 abitanti.